# Yuzuru Tachikawa
Yuzuru Tachikawa (立川 譲 Tachikawa Yuzuru?, Distrito de Iruma, 2 de diciembre de 1981) es un director de anime japonés. Comenzó su carrera en Madhouse, es conocido por dirigir las series de anime Death Parade, Mob Psycho 100, y Deca-Dence.

## Biografía
Tachikawa nació en el distrito de Iruma, Saitama el 2 de diciembre de 1981. Se graduó en la Facultad de Arte de la Universidad de Nihon y luego se unió a Madhouse como director de animación.
En 2007, Tachikawa hizo su debut como director con el episodio final de la serie de anime Kiba. Más tarde se convirtió en autónomo. En 2012, dirigió el OVA Arata-naru Sekai. Al año siguiente, Tachikawa trabajó con Madhouse en la película de anime Death Billiards como parte del programa Anime Mirai. Más tarde, la película inspiró una serie de anime titulada Death Parade, con Tachikawa volviendo a dirigir. En 2014, se desempeñó como asistente de dirección de Zankyō no Terror.
Desde 2016, es el director de la adaptación al anime de Mob Psycho 100. La serie recibió múltiples elogios en los Crunchyroll Anime Awards, ganando Mejor Escena de Combate y Mejor Acción en la primera temporada, y Mejor Animación y Mejor Opening en la segunda temporada. En 2020, dirigió la serie de anime original Deca-Dence, que recibió tres nominaciones en la 5ª edición de los Crunchyroll Anime Awards. Tachikawa fue nominado dos veces a Mejor Director por su trabajo en Mob Psycho 100 y Deca-Dence.

## Trabajos

### Series de televisión
Destaca papeles con funciones de dirección de series.
     Destaca papeles con funciones de asistente de dirección o supervisión.
| Año  | Título                            | Director(es)                                        | Estudio              | Funciones | Refs.         |
| ---- | --------------------------------- | --------------------------------------------------- | -------------------- | --- | ------------- |
| 2004 | Bleach                            | Noriyuki Abe                                        | Pierrot              | Director de episodios (#319, 335, 341) Guionista gráfico (#271, 316, 319, 335, 341, 358; ED 24) Director de unidad (#ED 24) Animación clave (#319, 341)       | [ 13 ] [ 14 ] |
| 2006 | Kiba                              | Hiroshi Kōjina                                      | Madhouse             | Director de episodio (#51) | [ 1 ]         |
| 2007 | Shigurui                          | Hiroshi Hamasaki                                    | Madhouse             | Director de episodios (#3, 7, 11) | [ 1 ]         |
| 2007 | MapleStory                        | Takaaki Ishiyama                                    | Madhouse             | Director de episodios (#12, 18, 24) Guionista gráfico (#12, 18)                                                                                               | [ 1 ]         |
| 2008 | Chi's Sweet Home                  | Mitsuyuki Masuhara                                  | Madhouse             | Director de episodios (#65-72, 97-100) Guionista gráfico (#69-72)                                                                                             | [ 15 ]        |
| 2009 | Chi's Sweet Home: Atarashii Ōchi  | Mitsuyuki Masuhara                                  | Madhouse             | Director de episodios (#1-8, 25-32, 41-47, 85-92, 97-104) Guionista gráfico (#5-8, 25-28, 45-47, 88, 101-104) Director asistente (#9-24, 33-40, 49-84, 93-96) | [ 16 ]        |
| 2009 | Kobato.                           | Mitsuyuki Masuhara                                  | Madhouse             | Director de episodios (#3, 9) Guionista gráfico (#3, 21) | [ 17 ]        |
| 2011 | Steins;Gate                       | Hiroshi Hamasaki Takuya Satō Tomoki Kobayashi (#25) | White Fox            | Director de episodio (#12) | [ 18 ]        |
| 2011 | Dantalian no Shoka                | Yutaka Uemura                                       | Gainax               | Director de episodio (#8) Guionista gráfico (#8; OP) Director de unidad (#OP)                                                                                 | [ 19 ]        |
| 2011 | Chihayafuru                       | Morio Asaka                                         | Madhouse             | Director de unidad (#ED) | [ 20 ]        |
| 2012 | Aquarion Evol                     | Shōji Kawamori Yūsuke Yamamoto                      | Satelight 8-Bit      | Guionista gráfico (#OP) Director de unidad (#OP) | [ 21 ]        |
| 2012 | Lupin III: Mine Fujiko to Iu Onna | Sayo Yamamoto                                       | TMS Entertainment    | Director de episodio (#11) | [ 5 ]         |
| 2012 | Sword Art Online                  | Tomohiko Itō                                        | A-1 Pictures         | Guionista gráfico (#7) | [ 22 ]        |
| 2013 | Shingeki no Kyojin                | Tetsurō Araki                                       | Wit Studio           | Director de episodio (#7) Guionista gráfico (#7; ED 2) Director de unidad (#ED 2)                                                                             | [ 23 ]        |
| 2013 | Kill la Kill                      | Hiroyuki Imaishi                                    | Trigger              | Director de episodio (#7) Guionista gráfico (#7) | [ 24 ]        |
| 2014 | Zankyō no Terror                  | Shin'ichirō Watanabe                                | MAPPA                | Director de episodios (#1, 5) Guionista gráfico (#2, 5-6, 9, 11) Director asistente de episodios (#8, 11) Director asistente                                  | [ 7 ]         |
| 2015 | Death Parade                      | Yuzuru Tachikawa                                    | Madhouse             | Director Director de episodio (#12) Guionista (#1-12) Guionista gráfico (#1, 4-5, 12; OP) Director de unidad (#OP) Creador original                           | [ 6 ]         |
| 2015 | Arslan Senki                      | Noriyuki Abe                                        | Sanzigen Liden Films | Guionista gráfico (#OP 2) Director de unidad (#OP 2) | [ 25 ]        |
| 2016 | Kiznaiver                         | Hiroshi Kobayashi                                   | Trigger              | Guionista gráfico (#3) | [ 26 ]        |
| 2016 | Mob Psycho 100                    | Yuzuru Tachikawa                                    | Bones                | Director Director de episodios (#1, 12) Guionista gráfico (#1, 3-4, 8, 12; OP) Director de unidad (#OP)                                                       | [ 27 ]        |
| 2016 | Flip Flappers                     | Kiyotaka Oshiyama                                   | 3Hz                  | Guionista gráfico (#6) | [ 28 ]        |
| 2016 | Yuri!!! on Ice                    | Sayo Yamamoto                                       | MAPPA                | Guionista gráfico (#10) | [ 29 ]        |
| 2017 | Yōjo Senki                        | Yutaka Uemura                                       | NUT                  | Guionista gráfico (#11) Director de unidad (#11) | [ 30 ]        |
| 2017 | Inuyashiki                        | Keiichi Satō Shūhei Yabuta                          | MAPPA                | Guionista gráfico (#OP) Director de unidad (#OP) | [ 31 ] [ 32 ] |
| 2019 | Mob Psycho 100 II                 | Yuzuru Tachikawa                                    | Bones                | Director Director de episodios (#12-13) Guionista (#6-7) Guionista gráfico (#4, 7; OP) Director de unidad (#OP)                                               | [ 33 ]        |
| 2020 | Deca-Dence                        | Yuzuru Tachikawa                                    | NUT                  | Director Director de episodios (#1, 12) Guionista gráfico (#1-2, 9, 12)                                                                                       | [ 34 ]        |
| 2022 | Mob Psycho 100 III                | Yuzuru Tachikawa Takahiro Hasui                     | Bones                | Director jefe Guionista (#7-8) Guionista gráfico (#10) | [ 35 ]        |

### Películas
Destaca papeles con funciones de dirección de series.
| Año  | Título                                          | Director(es)     | Estudio           | Funciones                                                                                          | Refs.  |
| ---- | ----------------------------------------------- | ---------------- | ----------------- | -------------------------------------------------------------------------------------------------- | ------ |
| 2010 | Bleach Movie 4: Jigoku-hen                      | Noriyuki Abe     | Pierrot           | Guionista gráfico Director de unidad                                                               | [ 36 ] |
| 2013 | Death Billiards                                 | Yuzuru Tachikawa | Madhouse          | Director Guionista Guionista gráfico Creador original                                              | [ 5 ]  |
| 2018 | Detective Conan Movie 22: Zero the Enforcer     | Yuzuru Tachikawa | TMS Entertainment | Director Guionista gráfico Director de unidad                                                      | [ 37 ] |
| 2023 | Blue Giant                                      | Yuzuru Tachikawa | NUT               | Director Guionista gráfico Director de unidad Dirección en vivo Guionista gráfico de parte en vivo | [ 38 ] |
| 2023 | Detective Conan Movie 26: Kurogane no Submarine | Yuzuru Tachikawa | TMS Entertainment | Director Guionista gráfico Director de unidad                                                      | [ 39 ] |

### OVAs
Destaca papeles con funciones de dirección de series.
| Año  | Título                                                                                 | Director(es)     | Estudio  | Funciones                                       | Refs.  |
| ---- | -------------------------------------------------------------------------------------- | ---------------- | -------- | ----------------------------------------------- | ------ |
| 2012 | Arata naru Sekai: World's/Start/Load/End                                               | Yuzuru Tachikawa | Madhouse | Director Director de episodio Guionista gráfico | [ 4 ]  |
| 2015 | One Punch-Man: Road to Hero                                                            | Shingo Natsume   | Madhouse | Guionista gráfico                               | [ 40 ] |
| 2019 | Mob Psycho 100: Dai Ikkai Rei toka Soudansho Ian Ryokou - Kokoro Mitasu Iyashi no Tabi | Yuzuru Tachikawa | Bones    | Director                                        | [ 41 ] |

### Especiales
Destaca papeles con funciones de dirección de series.
| Año  | Título                                                     | Director(es)     | Estudio  | Funciones                                                    | Refs.  |
| ---- | ---------------------------------------------------------- | ---------------- | -------- | ------------------------------------------------------------ | ------ |
| 2018 | Mob Psycho 100 Reigen: Shirarezaru Kiseki no Reinōryokusha | Yuzuru Tachikawa | Madhouse | Director Guionista gráfico (#1; OP) Director de unidad (#OP) | [ 42 ] |